# NGC 6903
NGC 6903 (również PGC 64607) – galaktyka eliptyczna (E/SB0), znajdująca się w gwiazdozbiorze Koziorożca. Odkrył ją John Herschel 14 lipca 1830 roku.